# Archives nationales du Togo
Les Archives nationales du Togo sont situées à 41 avenue Sarakawa  Lomé, Togo. Elles partage les mêmes locaux que la Bibliothèques nationales.

## Dirigeants du services
Depuis 2009, Maboulah Wenmi-Agore Coulibaley est Directeur de la Bibliothèque et des Archives nationales du Togo.